# 雄山 (企業)
雄山株式会社（おやま）は、兵庫県神戸市中央区港島南町に本社を置く、主に食品の輸入販売をおこなう企業である。

## 会社概要
海外から食品の輸入・販売をおこなう。特に果汁ならびに果実のウェートが高く、一部はそれを自社が有する工場で加工・販売されており、中でも天然プルーン果汁100%でつくられた「プルグルト」は同社の代表的製品として、その名を知られている。
近年では「プルグルト」に代表されるように、ヘルシー志向の高まりから、輸入した果汁を加工した自社ブランド製品の占める割り合いが高くなっている。
この他にも、人工樹木やアレンジフラワー等の各種インテリア用品などの輸入販売をおこなっており、また同社の関西一円における知名度は高く、MBSラジオで30年以上にわたって放送中の「ありがとう浜村淳です」ではスポンサーを担当してもいる。